# Japan All-Star Series
Les Japan All-Star Series, ou Major League Baseball Japan All-Star Series, sont une compétition de baseball jouée au Japon entre une équipe de joueurs des Ligues majeures de baseball (MLB) et une équipe de joueurs japonais formée d'étoiles des ligues japonaises (NPB) de 1986 à 2006, puis de Samurai Japan à partir de 2014.
La série la plus récente est jouée du 11 au 20 novembre 2014 et comporte 5 matchs, en plus de 3 rencontres amicales. C'est la première tournée japonaise de joueurs évoluant en Amérique du Nord depuis 2006. Les matchs de 2014 sont disputés à Osaka, Tokyo, Sapporo et Okinawa.

## Histoire

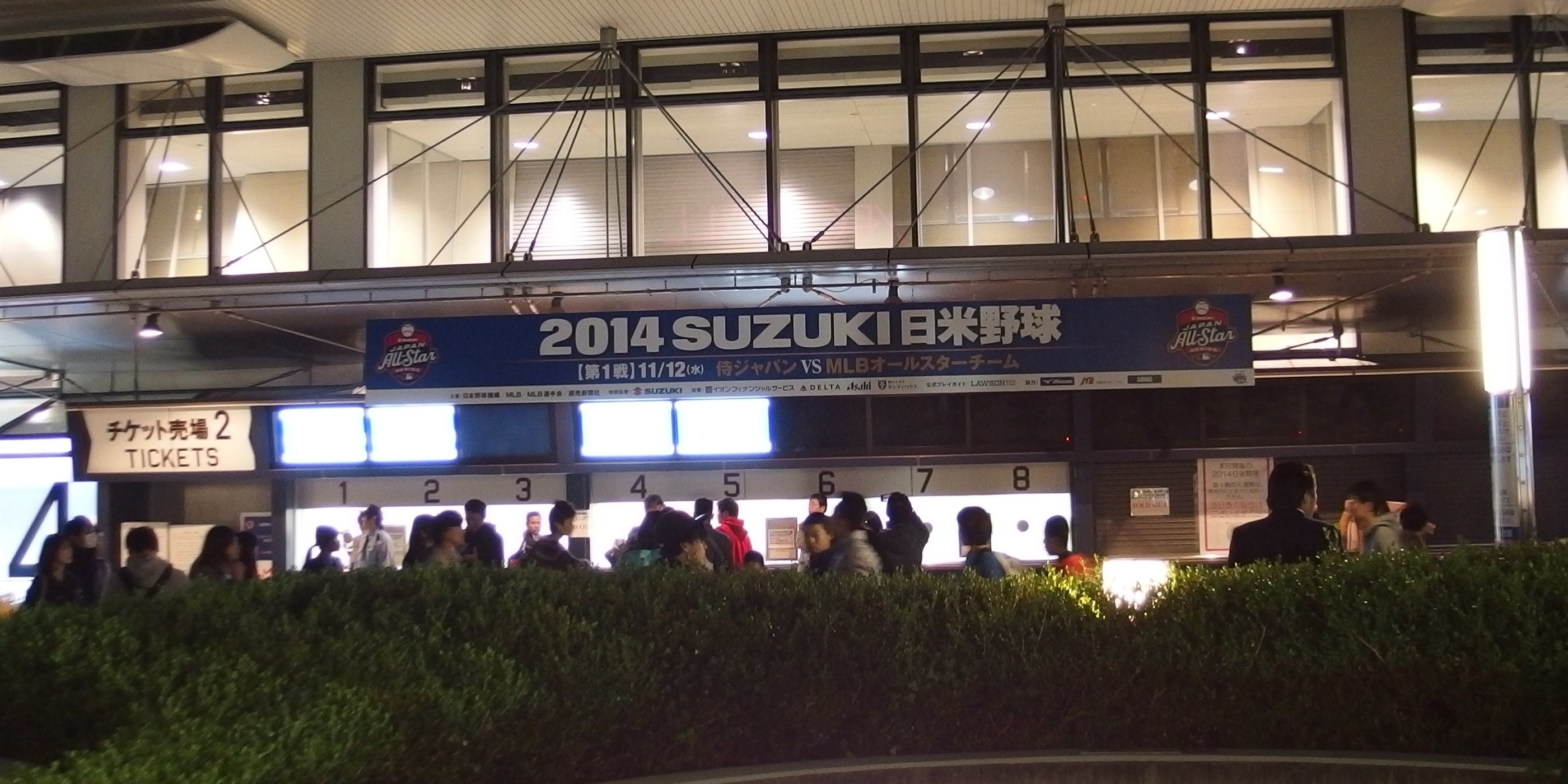
Extérieur du Kyocera Dome de Nishi-ku où un match de cette compétition est joué le 12 novembre 2014.

Présentée pour la première fois en 1986, la série était autrefois jouée tous les deux ans. Ce fut le cas jusqu'en 2006, exception faite de l'année 1994. Les séries qui devaient être disputées les années paires ne sont plus jouées après 2006 en raison de la création d'une nouvelle compétition internationale, la Classique mondiale de baseball.
Les Japan All-Star Series reprennent en novembre 2014. Cette fois, le Japon n'est plus représenté par une équipe de joueurs étoiles de la NPB, mais plutôt par Samurai Japan, l'équipe nationale japonaise.
Le format de la série a varié au fil des ans, et fut jouée tantôt au meilleur de 8 parties, tantôt au meilleur de 7 matchs ou de 5 rencontres. Dans les séries de 1986 à 2006 opposant MLB et NPB, les joueurs des Ligues majeures de baseball ont eu le meilleur dans 9 séries sur 10 et ont gagné 48 des 75 parties jouées, contre 20 défaites et 7 matchs nuls. En 2014, la série comporte 5 rencontres « officielles » et 3 matchs amicaux. Des 5 rencontres officielles, les 3 premières sont remportées par les Japonais et les deux dernières par les joueurs des majeures.

## Résultats

### 1986 à 2006: MLB vs NPB
| Année | Matchs joués                                        | Victoires MLB                                       | Victoires NPB                                       | Nuls                                                | Joueur par excellence                               |                                                     |
| ----- | --------------------------------------------------- | --------------------------------------------------- | --------------------------------------------------- | --------------------------------------------------- | --------------------------------------------------- | --------------------------------------------------- |
| 1986  | 7                                                   | 6                                                   | 1                                                   | 0                                                   | Tony Peña (MLB)                                     |                                                     |
| 1988  | 7                                                   | 3                                                   | 2                                                   | 2                                                   | Barry Larkin (MLB)                                  |                                                     |
| 1990  | 8                                                   | 3                                                   | 4                                                   | 1                                                   | Ken Griffey, Jr. (MLB)                              |                                                     |
| 1992  | 8                                                   | 6                                                   | 1                                                   | 1                                                   | Mark Grace (MLB)                                    |                                                     |
| 1994  | Annulée en raison de la grève des joueurs de la MLB | Annulée en raison de la grève des joueurs de la MLB | Annulée en raison de la grève des joueurs de la MLB | Annulée en raison de la grève des joueurs de la MLB | Annulée en raison de la grève des joueurs de la MLB | Annulée en raison de la grève des joueurs de la MLB |
| 1996  | 8                                                   | 4                                                   | 2                                                   | 2                                                   | Steve Finley (MLB)                                  |                                                     |
| 1998  | 8                                                   | 6                                                   | 2                                                   | 0                                                   | Sammy Sosa (MLB)                                    |                                                     |
| 2000  | 8                                                   | 5                                                   | 2                                                   | 1                                                   | Barry Bonds (MLB)                                   |                                                     |
| 2002  | 8                                                   | 5                                                   | 3                                                   | 0                                                   | Torii Hunter (MLB)                                  |                                                     |
| 2004  | 8                                                   | 5                                                   | 3                                                   | 0                                                   | Vernon Wells (MLB)                                  |                                                     |
| 2006  | 5                                                   | 5                                                   | 0                                                   | 0                                                   | Ryan Howard (MLB)                                   |                                                     |

### Depuis 2014: MLB vsSamurai Japan
Les Japan All-Star Series ont repris du 10 au 20 novembre 2014 après 8 ans d'interruption.
| Année | Matchs joués | Victoires MLB | Victoires Samurai | Nuls | Joueur par excellence   |
| ----- | ------------ | ------------- | ----------------- | ---- | ----------------------- |
| 2014  | 5            | 2             | 3                 | 0    | Yuki Yanagita (Samurai) |